# Myracrodruon
Myracrodruon Allemão, 1862 è un genere di alberi della famiglia delle Anacardiacee.

## Tassonomia
Il genere comprende due specie:
- Myracrodruon balansae (Engl.) Santin
- Myracrodruon urundeuva Allemão